# One Love United FC
El One Love United FC es un equipo de fútbol de las Islas Vírgenes Británicas que juega en el Campeonato de fútbol de las Islas Vírgenes Británicas, la primera división de fútbol en el país.

## Historia
Fundado en 201, en el año 2018 el equipo conquistó su primer título en el campeonato local, después de haber salido subcampeón en la temporada 2013-14.

## Palmarés
- Campeonato de fútbol de las Islas Vírgenes Británicas: 2

2018, 2022-23
- Terry Evans Knockout Cup: 1

2012
- Wendol Williams Cup: 2

2010, 2012